# Första Samuelsboken
Första Samuelsboken är en bok i judendomens Neviim ("profeterna") och kristendomens Gamla testamente. Bokens berättelse är en brett upplagd historia om kungars och hjältars kamp på liv och död, i kärlek och svek. I berättelsen får vi möta profeten och domaren Samuel, Israels kung Saul samt David, israeliternas kanske mest framstående kung genom tiderna och förfader till Jesus, från det han är en liten pojke till hans storhetstid som kung.
De två Samuelsböckerna sammanställdes förmodligen under det israelitiska folkets fångenskap i Babylonien på 500-talet f.Kr. Men förarbetet till böckerna började redan på 900-talet f.Kr. Det som hände under 500-talet var att man sammanställde flera olika historiska källor till en enda berättelse. Länge hölls Samuelsböckerna samman med Kungaböckerna till en enda enhet. På 1400-talet delades de dock upp i fyra separata delar.